# Anasterias suteri
Anasterias suteri is een zeester uit de familie Asteriidae.
De wetenschappelijke naam van de soort werd in 1894 gepubliceerd door Perceval de Loriol.